# Kaleo
Kaleo (estilizado como KALEO) es una banda de Blues Rock islandesa que se formó en Mosfellsbær en el año 2012. Está compuesta por el vocalista y guitarrista JJ Julius Son (Jökull Júlíusson), el baterista David Antonsson, el bajista Daniel Kristjansson, el pianista Þorleifur Gaukur Davíðsson y el guitarrista principal Rubin Pollock.  
Kaleo ha lanzado tres álbumes de estudio, Kaleo (2013), A/B (2016) y Surface Sounds (2021), así como un EP, Glasshouse (2013). A/B ha vendido más de un millón de álbumes en todo el mundo. Uno de los sencillos de A/B, "Way Down We Go", fue certificado doble platino en los EE.UU y alcanzó el número uno en la lista de Billboard Alternative Songs el 20 de agosto de 2016. Kaleo recibió una nominación a los Premios Grammy en 2017 como Mejor Interpretación Rock por la canción "No Good". De su cuarto disco, Surface Sounds publicado el 23 de abril de 2021 se han editado cuatro sencillos.
JJ Julius Son mencionó estar trabajando en la continuación de A/B, titulada "Surface Sounds". Los dos temas principales "I Want More" y "Break My Baby" fueron lanzados el 15 de enero de 2020. La tercera canción de la banda "Alter Ego" fue lanzada el 13 de marzo de 2020. Un cuarto sencillo, "Backbone" fue lanzado el 17 de abril de 2020. El 1 de abril se publicó su quinto sencillo "Skinny". El disco Surface Sounds fue publicado el 23 de abril de 2021.

## Historia

### 2012–2013: Primeros años y el álbum autotitulado
Siendo mejores amigos desde que asistieron a la escuela primaria en las afueras de Reykjavik, el líder de la banda JJ Julius Son, el baterista David Antonsson y el bajista Daniel Kristjansson comenzaron a tocar juntos a la edad de 17 años antes de agregar al guitarrista Rubin Pollock en el año 2012. 
Llamaron a la banda Kaleo, palabra que significa "la voz" en hawaiano, y comenzaron su carrera con un puñado de espectáculos bien recibidos en el festival de música de 2012 de Iceland Airwaves, que fue la primera gran aparición pública de la banda. Kaleo ganó fama después de realizar un cover de la canción "Vor í Vaglaskógi" que recibió una gran rotación en la emisora estatal islandesa RÚV's y apareció en la lista de los 10 mejores de la emisora.  El tema aparece en el primer episodio de la serie de televisión "Trapped". A finales de año, Kaleo había firmado con Sena, el principal sello discográfico del país. Su álbum auto-titulado fue certificado oro en su país de origen.

### 2013-2019: Un importante contrato discográfico, salida a América, A/B y gira
En 2014, la banda ganó más atención con su tema "All the Pretty Girls", que obtuvo más de 87 millones de reproducciones en Spotify. A principios de 2015, firmaron con Atlantic Records y posteriormente se trasladaron a Austin, Texas. A lo largo de 2015, Kaleo recibió cada vez más atención en los Estados Unidos. "All the Pretty Girls" alcanzó el número 9 en la lista de canciones alternativas para adultos de Billboard. Otros tres sencillos fueron lanzados para promocionar su próximo álbum de debut en inglés, A/B: "Way Down We Go", "No Good", y "I Can't Go On Without You". El sencillo "Way Down We Go", fue lanzado en agosto de 2015 y ganó la aclamación de la crítica especializada en música. El sencillo fue certificado como oro en el Reino Unido, Bélgica, Irlanda, Sudáfrica y Alemania, platino en Rusia, Australia y Estados Unidos, y triple platino en Canadá.
A/B alcanzó el puesto número 16 en Billboard 20 y la banda se embarcó en una gira, Handprint Tour, para promocionarlo. La gira comenzó el 11 de septiembre de 2016 y concluyó el 30 de noviembre de 2016. La banda se embarcó en una segunda gira, Fall Express Tour, que comenzó el 25 de agosto de 2017 en Anaheim, California y terminó el 25 de noviembre en Moscú, Rusia. 

### 2020-presente: Surface Sounds
El 15 de enero de 2020, KALEO publicó dos sencillos, "I Want More" y "Break My Baby", su primer trabajo desde A/B. El 13 de marzo anunciaron el título y la lista de canciones de su nuevo disco, programado para el 5 de junio, así como las fechas para su gira Fight or Flight Tour, a tener lugar de julio a septiembre de 2020. El tercer sencillo, "Alter Ego" se publicó el 20 de marzo. JJ Julius son lo describió como la canción de rock and roll más clásico. El cuarto sencillo, "Backbone" se publicó el 17 de abril, sin embargo el 27 de mayo se retrasó la publicación del disco debido a la pandema de COVID-19. Así mismo se vieron forzados a posponer su gira Fight or Flight dos veces, primero a abril-julio de 2021 y posteriormente a febrero-mayo de 2022.
El 5 de febrero de 2021 publicaron una versión en vivo de "Break My Baby" grabada desde el faro Þrídrangar el 5 de julio de 2020 en el 78 aniversario del mismo. Su quinto sencillo, "Skinny" se publicó el 1 de abril de 2021 junto al anuncio de la fecha de su nuevo disco para el 23 de abril.

## Género
El género musical de Kaleo se centra principalmente en la música Indie y el Rock Alternativo con elementos de la Música Folk y el Blues Rock. La música folclórica islandesa ha inspirado a Kaleo. En una entrevista con Rolling Stone,  JJ Julius Son explicó:  "Al crecer escuchaba mucha música americana y artistas de Blues y eso fue lo que nos conectó". Sus influencias de blues se derivan principalmente del Delta Blues, que fue el objetivo de algunas de las canciones más pesadas de su álbum A/B. 

## Apariciones en televisión
El grupo ha hecho apariciones múltiples en Conan, Jimmy Kimmel Live!, y Late Night with Seth Meyers. 
Sus canciones se han escuchado en muchos otros programas de televisión, incluyendo Orange is the New Black, Blindspot, Suits, Vinyl, Grey's Anatomy, Riverdale, Empire, The Leftovers, Frequency, Supergirl, Lucifer, Longmire, The Vampire Diaries, Frontier, The Blacklist , The Good Fight y  Lucifer. 
"Way Down We Go" apareció en el segundo tráiler de la película Logan.

## Miembros
La banda está compuesta de:
- JJ Julius Son – voz principal, guitarra rítmica, piano
- Rubin Pollock – guitarra principal, coros
- Daníel Ægir Kristjánsson – bajo, teclado[26][27]
- Davíð Antonsson – batería, percusión, coros
- Þorleifur Gaukur Davíðsson - armónica, bongos, teclado[28]

## Discografía

### Álbumes de estudio
- Kaleo (2013)
- A/B (2016)
- Surface Sounds (2021)[29]

### Sencillos
- «Vor í Vaglaskógi» (2013)
- «Rock n' Roller» (2013)
- «Glass House» (2013)
- «Automobile» (2013)
- «Broken Bones» (2013)
- «I Walk On Water» (2014)
- «All the Pretty Girls» (2014)
- «No Good» (2015)
- «Way Down We Go» (2016)
- «I Can't Go On Without You» (2016)
- «Backbone» (2020)
- «Alter Ego» (2020)[30]
- «Backbone» (2020)
- «Skinny» (2021)

### Premios y logros
- Way Down We Go[31]

- Oro: UK, Bélgica, Irlanda, Sudáfrica, Alemania
- Platino: Rusia, Australia, Estados Unidos
- Doble Platino: Canadá
- All The Pretty Girls

- Oro: Canadá
- No Good

- Oro: Canadá
- Nominación al Grammy al Mejor Presentación Rock.
- A/B

- Oro: Rusia, Canadá, Francia

## Conciertos y giras
- Abre para Vance Joy en Otoño de 2015.[32]
- SXSW 2015 –Debut que incluyó actuaciones en Discovery Den de Pandora, KGSR, Neiman Marcus Make Some Noise, y más.[33]
- 2016 – Byron Bay Bluesfest
- 2016 – «Way Down We Go» Tour ft. «Dizzy» Daniel Moorehead
- 2016–2017 – Handprint Tour
- 2017 – Abre para The Lumineers Cleopatra Tour
- 2017.09.09 Abre para The Rolling Stones (en Hamburgo)
- 2017 – Kaleo Express Tour
- 2022 – Fight or Flight Tour
- 2025 – Mixed Emotions Tour